# كتاب البحرية

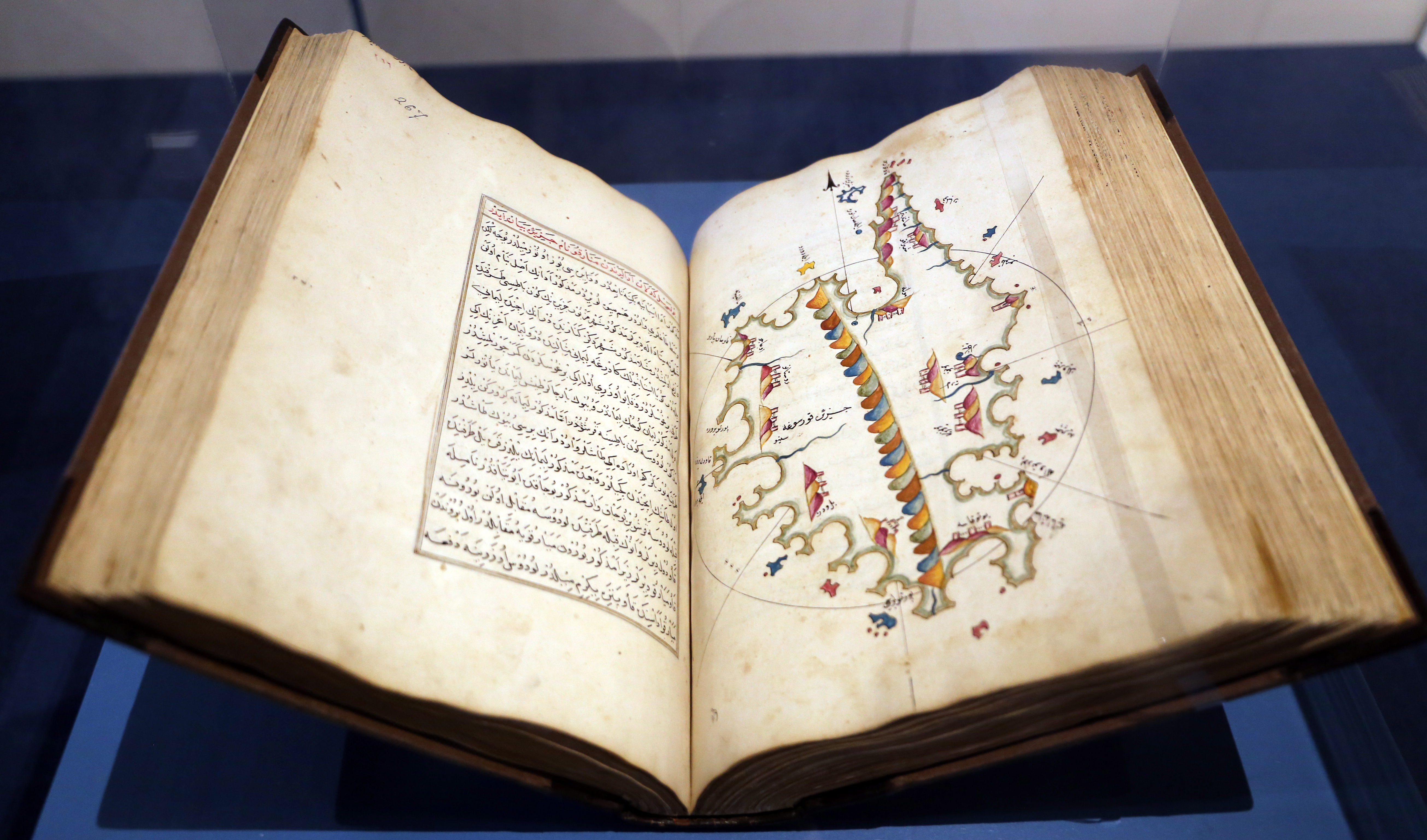
مسخة من الكتاب، معروضة في متحف قـُرْشِقَة.

كتاب البحريّة هو دليل ملاحي وجغرافي، وضعه رسام الخرائط و القائد البحري العثماني أحمد محيي الدين بيري. جمع المؤلف في هذا العمل بين خبراته الشخصية و بعض المعلومات المأخوذة من مصادر متنوعة، مما جعله أحد أهم الأطالس الملاحية في عصره. وقد احتوى على وصف دقيق لسواحل البحر المتوسط وشمال إفريقيا، حيث اعتمد في هذا الجزء على مشاهداته الخاصة دون الالتفات كثيراً إلى المصادر الخارجية.
صدر الكتاب في نسختين مختلفتين؛ الأولى كُتبت بين عامي 1511 و1521 وقدّمت كهدية للسلطان العثماني سليمان القانوني، بينما النسخة الثانية، التي توسّع فيها المؤلف وأضاف إليها، أُنجزت في عام 1526 بتكليف من الوزير الأعظم إبراهيم باشا الفرنجي.  ويبدأ الكتاب في كلا النسختين بمقدمة أُهديت إلى السلطان، ثم يتبعها أطلس ملاحي شامل يصف فيه المؤلف سواحل البحر المتوسط. لكن تَبرُز في النسخة الثانية، مقدمة مطولة مكتوبة على شكل شعر تتناول مواضيع مثل الملاحة باستخدام النجوم والبوصلة، ووصف المحيطات، والرحلات الجغرافية التي قام بها البرتغاليون والإسبان، بما في ذلك اكتشافات كريستوفر كولومبوس وفاسكو دا غاما. ويُذكر أن الكتاب اشتمل على وصف للأمريكيتين، تضمّن بعض التفاصيل الأسطورية، بالإضافة إلى تقديم أول وصف عثماني دقيق للمحيط الهندي ومضيق هرمز.
وينقسم كتاب البحرية إلى عدة فصول، تبدأ من مضيق الدردنيل وتنطلق عكس اتجاه عقارب الساعة حول البحر المتوسط، مع تقديم خرائط مرفقة لكل منطقة. وتضم النسخة الأولى 130 فصلاً، بينما تحتوي النسخة الثانية على 210 فصلاً. ومن اللافت أن أحمد محيي الدين بيري استعمل رموزاً معيارية تشير إلى المخاطر الملاحية، مثل النقاط للدلالة على المياه الضحلة والصليب للإشارة إلى الصخور، وقد أُلّف هذا العمل في زمن كانت فيه القوادس والسفن الشراعية التي تعتمد على المجاديف هي الوسيلة الأساسية للإبحار لدى العثمانيين، الأمر الذي انعكس بوضوح على محتوى الكتاب، حيث خُصصت معلوماته لتلبية احتياجات تلك السفن وقدراتها المحدودة.
اكتسب هذا العمل شهرة واسعة بعد وفاة البحار محيي الدين بيري، حيث انتشرت عدة نسخ بعد عام 1550، وتُرجم إلى عدة لغات، مما يعكس أهميته كمصدر ثانوي لدراسة تاريخ الملاحة والجغرافيا العثمانية.